# Rakovići
Rakovići (cyr. Раковићи) – wieś w Bośni i Hercegowinie, w Republice Serbskiej, w gminie Rudo. W 2013 roku liczyła 19 mieszkańców.